# أوقست ويبر
أوقست ويبر (بالألمانية: August Weber)‏ هو رسام ألماني، ولد في 10 يناير 1817 في فرانكفورت في ألمانيا، وتوفي في 9 سبتمبر 1873 في دوسلدورف في ألمانيا بسبب ذات الرئة.